# Jean-Paul Jauffret
Pour les articles homonymes, voir Jauffret et JPJ.
Jean-Paul Jauffret est un œnologue, chef d'entreprise, homme politique et joueur de tennis français, né le 22 août 1930 à Bordeaux, aîné d'une famille célèbre du tennis français,.
Il est champion du monde vétéran par équipe à plusieurs reprises, champion de France universitaire en 1951 et champion de France cadets en 1946.
L'une des personnalités les plus respectées du vin de Bordeaux de la seconde moitié du XXe siècle, il consacre une grande partie de sa vie au secteur vinicole. Il dirige notamment la maison de négoce CVBG-Dourthe-Kressmann et crée en 1981 le salon Vinexpo,. Il est élu président du Conseil interprofessionnel du vin de Bordeaux et membre perpétuel de l'Académie du vin de Bordeaux.
Il contribue à l'arrivée d'Alain Juppé à la mairie de Bordeaux et devient en 1995 son adjoint aux Finances, permettant à la municipalité de redresser ses comptes et d'alléger sa dette, et jouant un rôle important dans les transformations de la ville (tramway, piétonisation du centre-ville, réhabilitation des quais, ouverture de la ville sur sa rive droite). Il rapproche également le monde du vin, de la ville en relançant en 1998 la fête du vin, abandonnée depuis 1909.

## Carrière professionnelle

### Dourthe
Il commence sa carrière en 1952 au château Maucaillou après une licence de droit à l'université de Bordeaux, puis dirige la maison de négoce Dourthe frères, qu'il développera et qui deviendra plus tard le CVBG-Dourthe-Kressmann.
Il lance en 1988 avec l’œnologue Denis Dubourdieu Dourthe numéro 1. Initialement un projet de recherche, visant à créer un vin blanc de qualité à un prix abordable en sélectionnant des parcelles sur l'ensemble du vignoble bordelais et élevant le vin en fûts de chêne, à la manière des grands vins de châteaux. Cette cuvée, par la suite baptisée « Dourthe no 1 » et déclinée en rouge et rosé, s'est transformée en une spectaculaire réussite commerciale, avec 2 millions de bouteilles tirées chaque année, dont une moitié vendue à l'étranger où il est commercialisé dans 56 pays.

### Syndicat des négociants et CIVB
En 1970, il est élu président du syndicat des négociants.Durant la crise viticole, alors qu'il est président des négociants, mais également particulièrement apprécié des viticulteurs pour ses prises de position successives en faveur d’un prix « décent » du Bordeaux, il est élu Président du Conseil interprofessionnel du vin de Bordeaux, en 1972, où il sera à l'origine d'importantes réformes sur la qualité, la communication auprès du grand public et la protection des viticulteurs en difficulté. Il a ainsi mis en place un dispositif de prime pour les vendeurs ne dépassant pas les prix optimums fixés par le CIVB. Il a également négocié un régime allégé pour le vin dans le cadre de la loi Évin. À la suite de son mandat, il est nommé président d'honneur de l'institution.

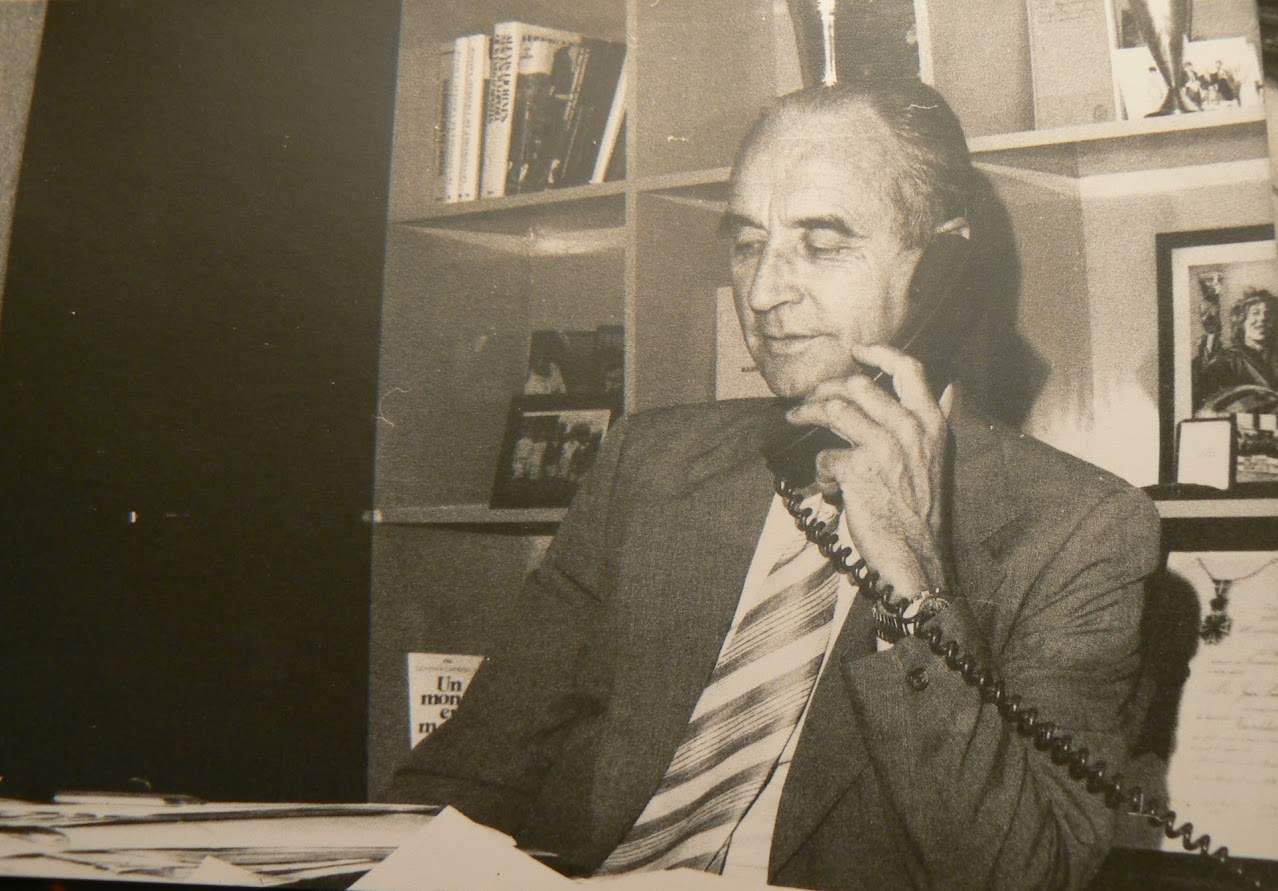
Jean-Paul Jauffret au CIVB en 1974

### Vinexpo Bordeaux
En 1981, il crée Vinexpo, qu'il veut un salon mondial du vin, non limité au vin de Bordeaux, contre l'avis d'une partie de la profession qui voit d'un mauvais œil la présence de concurrents français et étrangers. Vinexpo s'est depuis imposé comme le salon mondial du vin, et a lieu chaque année en alternance à Bordeaux, New York et Hong Kong. L'événement attire plus de 45 000 visiteurs, 2 500 exposants (dont la moitié d'étrangers) ainsi que des centaines de journalistes, sommeliers et chefs étoilés. Jean-Paul Jauffret reste président de Vinexpo jusqu'en 1996 avant de passer la main à Claude Taittinger, PDG du champagne Taittinger. Il est ensuite élu président d'honneur du salon.

### Cité du vin

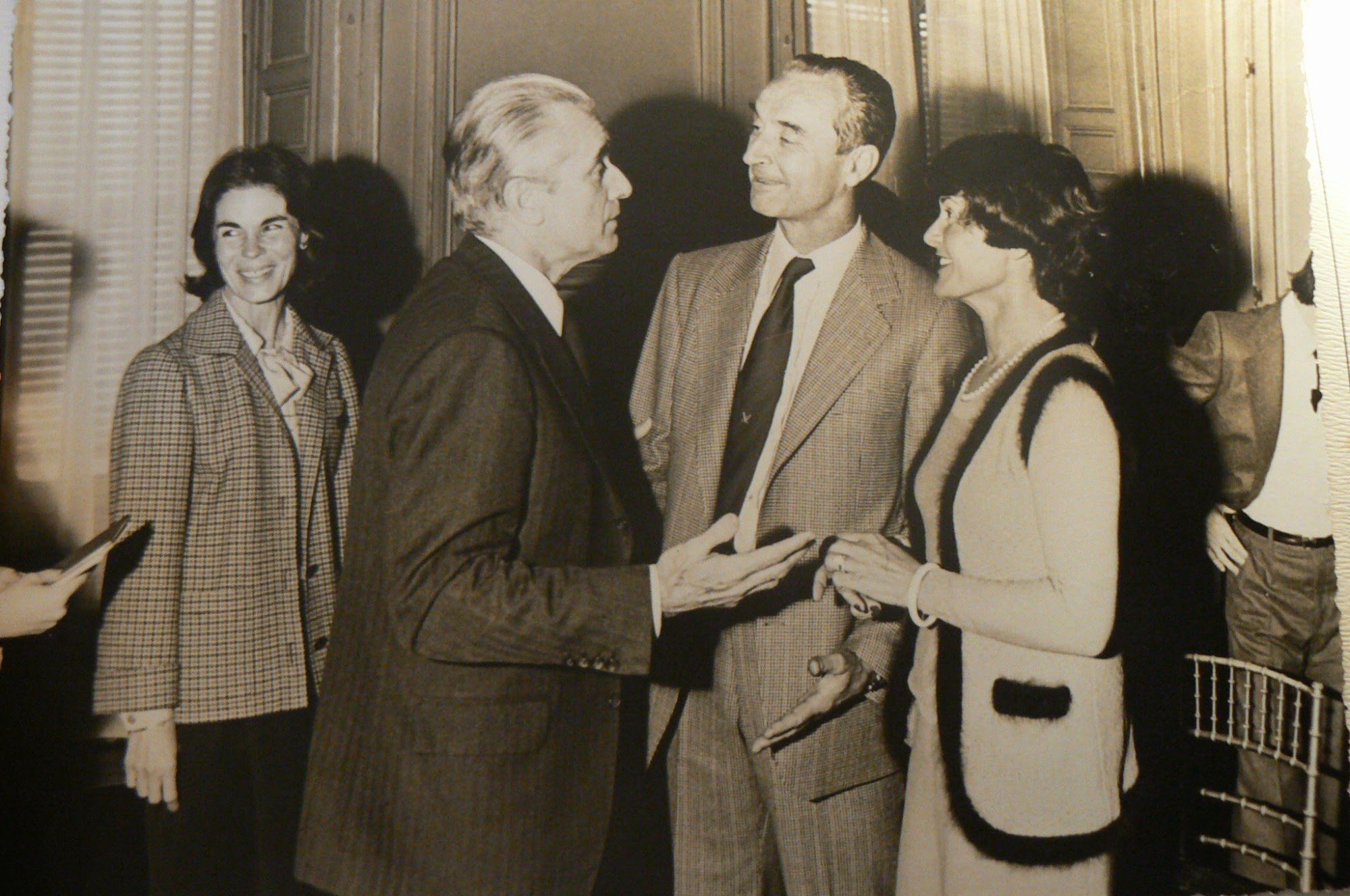
Jean-Paul et Huguette Jauffret avec Jacques et Micheline Chaban-Delmas en 1978.

Il réitérera son ambition de faire de Bordeaux la capitale mondiale du vin lors de la création de la Cité du Vin, pour laquelle il contribue à réunir les fonds. Ce musée des civilisations du vin sera inauguré le 31 mai 2016 en présence d'Alain Juppé et de François Hollande dans un bâtiment emblématique en forme de cep de vigne conçue par les architectes Anouk Legendre et Nicolas Desmazières et par l'agence anglaise de scénographie Casson Mann.

### Académie du vin de Bordeaux
Il est membre perpétuel de l'Académie du vin de Bordeaux depuis 1990.

### Confréries
Jean-Paul Jauffret est membre de la Commandeur du Bontemps, Compagnon Juré de la Confrérie du Guillon, Hospitalier de Pomerol, prud’homme de la Jurade de St Émilion, Chevalier du Tastevin de Bourgogne, Bailli de Lalande de Pomerol, Échevin de Lussac et Puysseguin, Chevalier de Buzet, Berger de l'Agneau de Pauillac, Mousquetaire d'Armagnac.

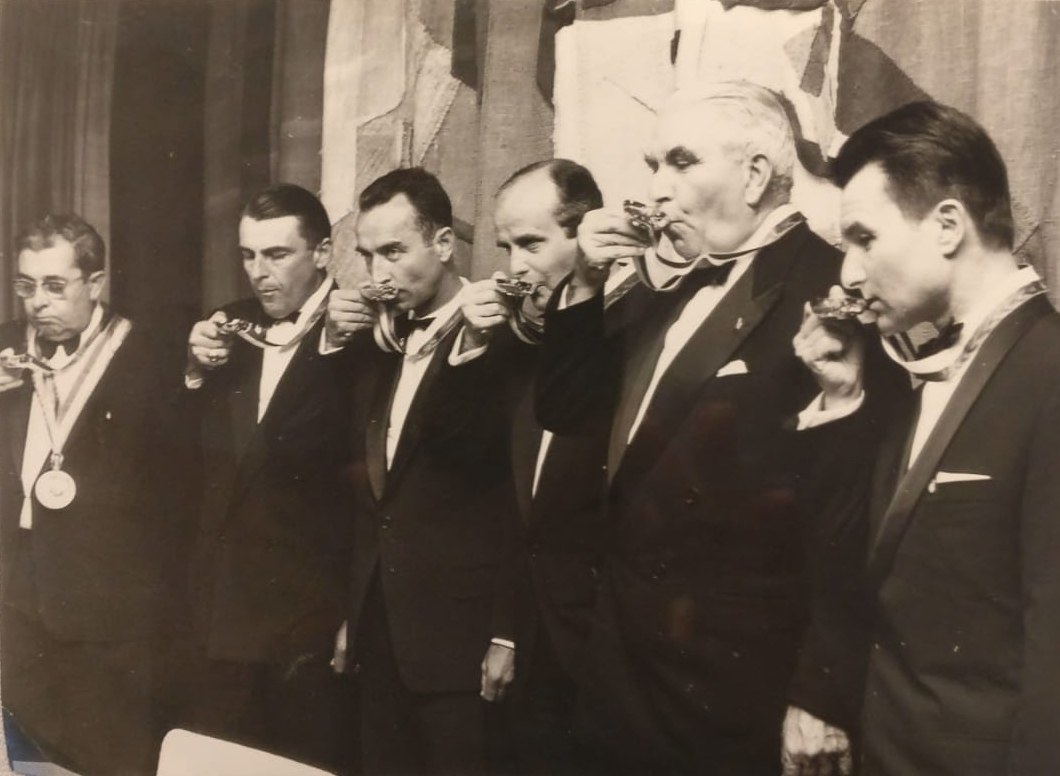
Cérémonie d'intronisation de Jean Paul Jauffret à la Confrérie des Chevaliers du Tastevin, le 18 Juin 1977 (troisième en partant de la gauche)
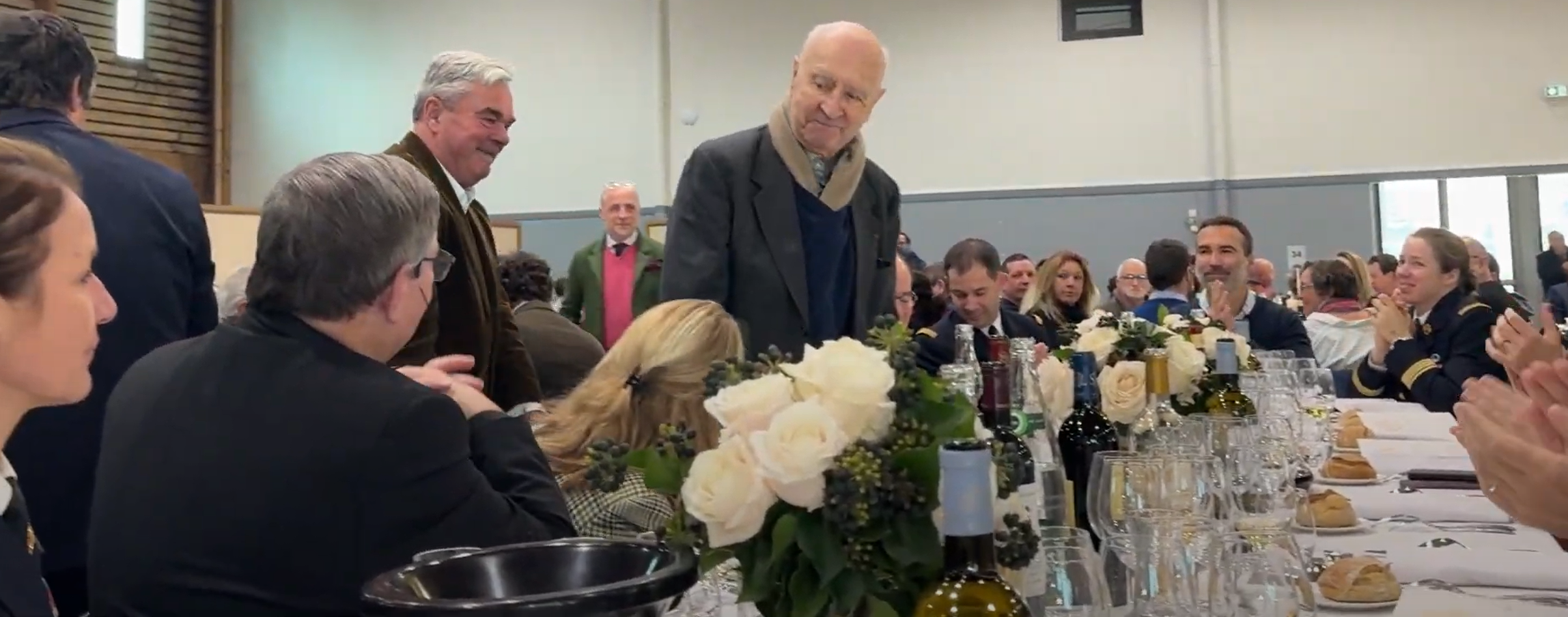
Hommage à Jean-Paul Jauffret lors de la fête de la Saint Vincent de la confrérie du Bontemps, janvier 2024

### Autres fonctions
Il est vice président du conseil de surveillance du château Ducru-Beaucaillou de 1999 à 2020.
Diplômé d’œnologie de la faculté de Bordeaux au titre de sa première promotion en 1965, il est président de son association des anciens élèves.

## Carrière sportive

### Villa Primrose
Issue d'une grande famille du tennis français, il est très tôt initié au tennis par son père André Jauffret au club de la Villa Primrose aux côtés de ses frères, dont François qui deviendra professionnel et numéro un français.
Il est membre du comité directeur de la Villa Primrose depuis 1987, et président d'honneur de depuis 1995.

### Titres
Champion de France cadet en 1946, champion universitaire en 1951, il dispute le second tour de Roland Garros en 1953.
Il est plusieurs fois champion de France, et remporte régulièrement le titre de champion du monde vétéran par équipe dans les années 1990.

### Fédération française de tennis
Élu vice-président puis président de la ligue de tennis de Guyenne en 1997, il siège également à la Commission Fédérale d’Arbitrage de la Fédération française de tennis depuis 2012.
Il fut par ailleurs président du conseil d'administration du Creps de Bordeaux,.

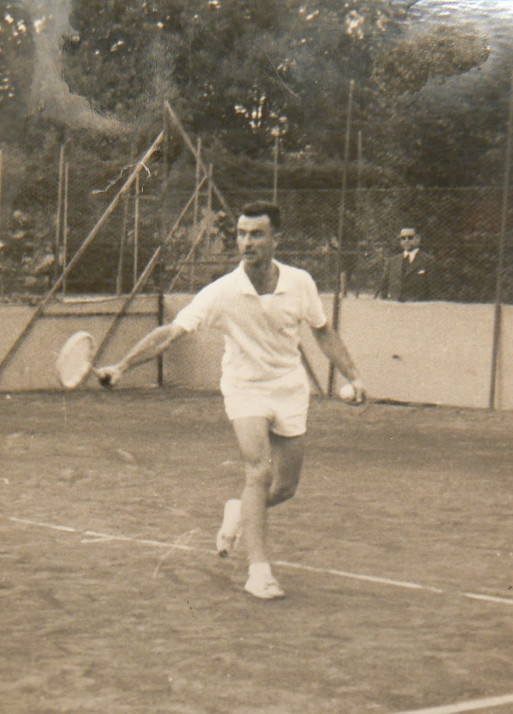
Jean-Paul Jauffret en 1949 au tournoi d'Arcachon
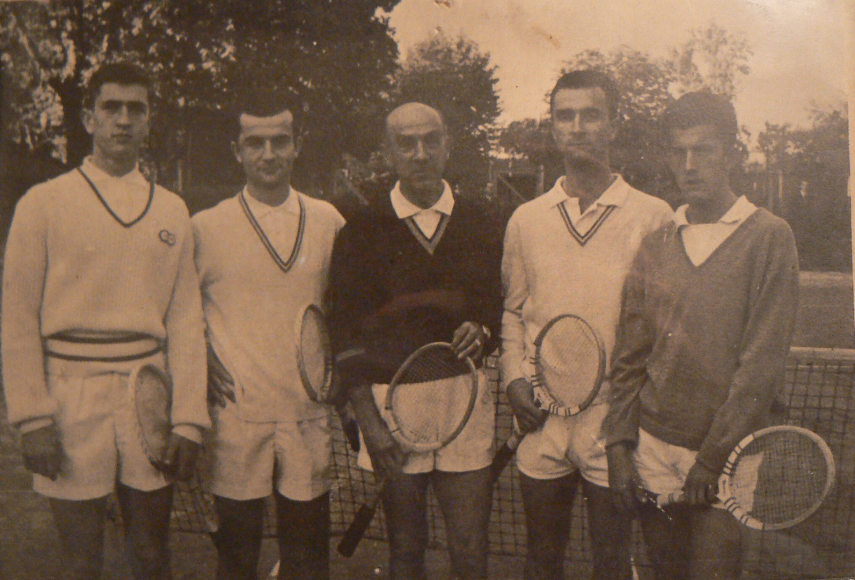
Frères Jauffret au club de Tennis de la Villa Primrose à Bordeaux, avec de gauche à droite : François, Pierre, leur père André, Jean-Paul et Marc, 1963

## Mandats électoraux, associatifs et consulaires

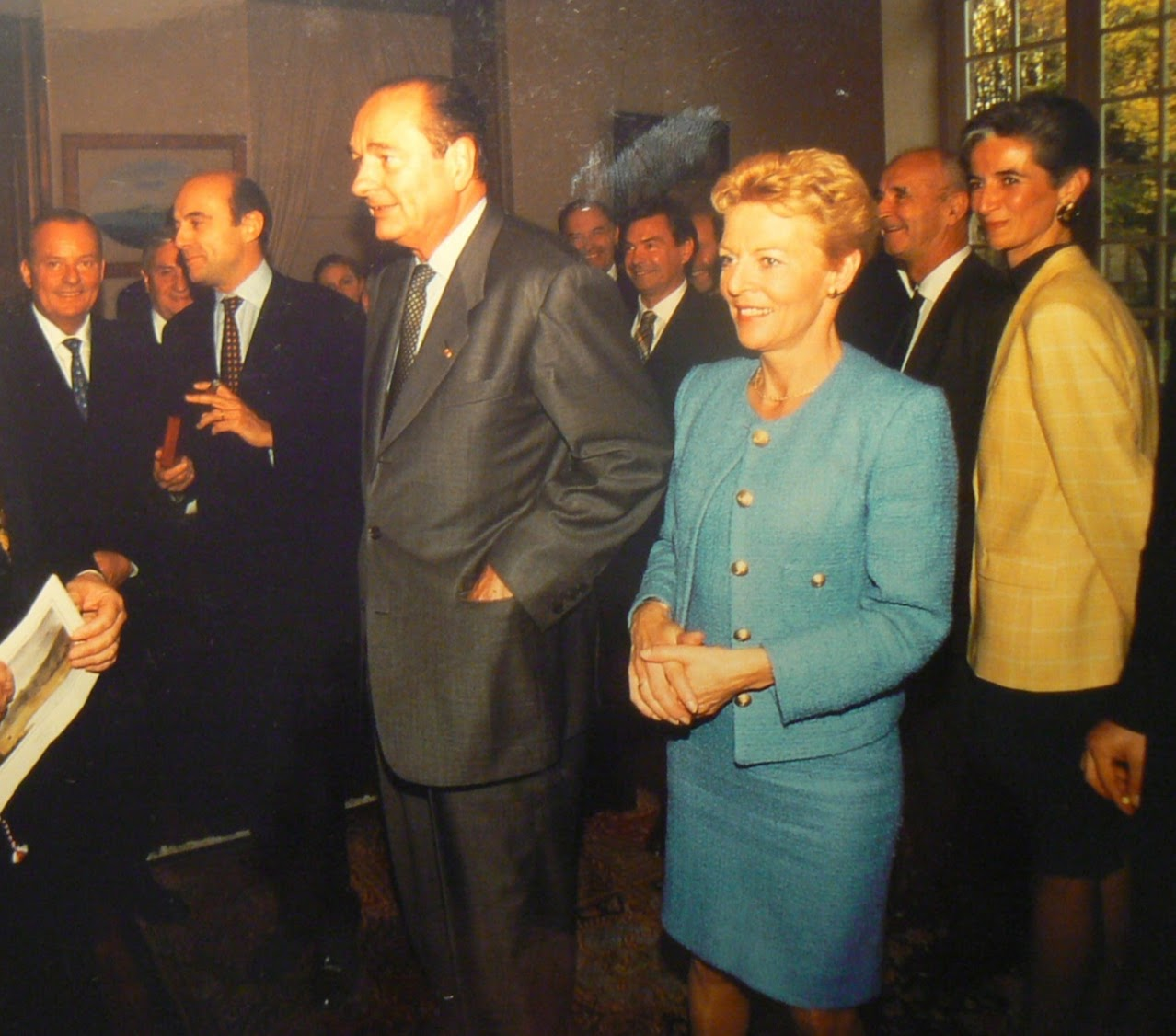
Jacques Chirac à Bordeaux avec le maire Alain Juppé et ses adjoints Véronique Fayet, Chantal Bourragué et Jean-Paul Jauffret

### Mairie de Bordeaux
À l'approche de la fin du dernier mandat de maire de Jacques Chaban-Delmas, Jean-Paul Jauffret œuvre à faire venir Alain Juppé, alors premier ministre, à la mairie de Bordeaux. Il est nommé en 1995 adjoint aux Finances, permettant à la ville de redresser ses comptes et d'alléger sa dette et rapprochant le monde du vin de la ville en relançant en 1998 la fête du vin abandonnée depuis 1909. Il restera adjoint aux finances jusqu'en 2012, participant ainsi à la transformation de Bordeaux avec l'arrivée du tramway, la piétonisation du centre, la réhabilitation des quais et l'ouverture de la ville sur sa rive droite, avec notamment la construction du pont Jacques-Chaban-Delmas et les premiers jalons du pont Simone-Veil.
Fait inhabituel, lors des élections du maire et de ses adjoints en 2006, il remporte en plus des voix de sa majorité, une voix de l'opposition PS-PC, et ainsi davantage de voix que le maire Alain Juppé.

### Établissements publics
Jean-Paul Jauffret fut administrateur de l'Opéra national de Bordeaux et président de la société d'économie mixte Gaz de Bordeaux. Il fut également vice-président du crédit municipal de Bordeaux.

### Autres mandats
Il fut également juge au tribunal de commerce de Bordeaux et consul honoraire de la République de Hongrie à Bordeaux de 1990 à 2012 et trésorier de la banque alimentaire de Gironde.
Il fut aussi président de la Banque populaire du Sud-Ouest entre 1988 et 1998, dont il est président d'honneur depuis 1999,, ainsi que président de l'Association de défense et de promotion de Pyla-sur-Mer.

## Vie privée

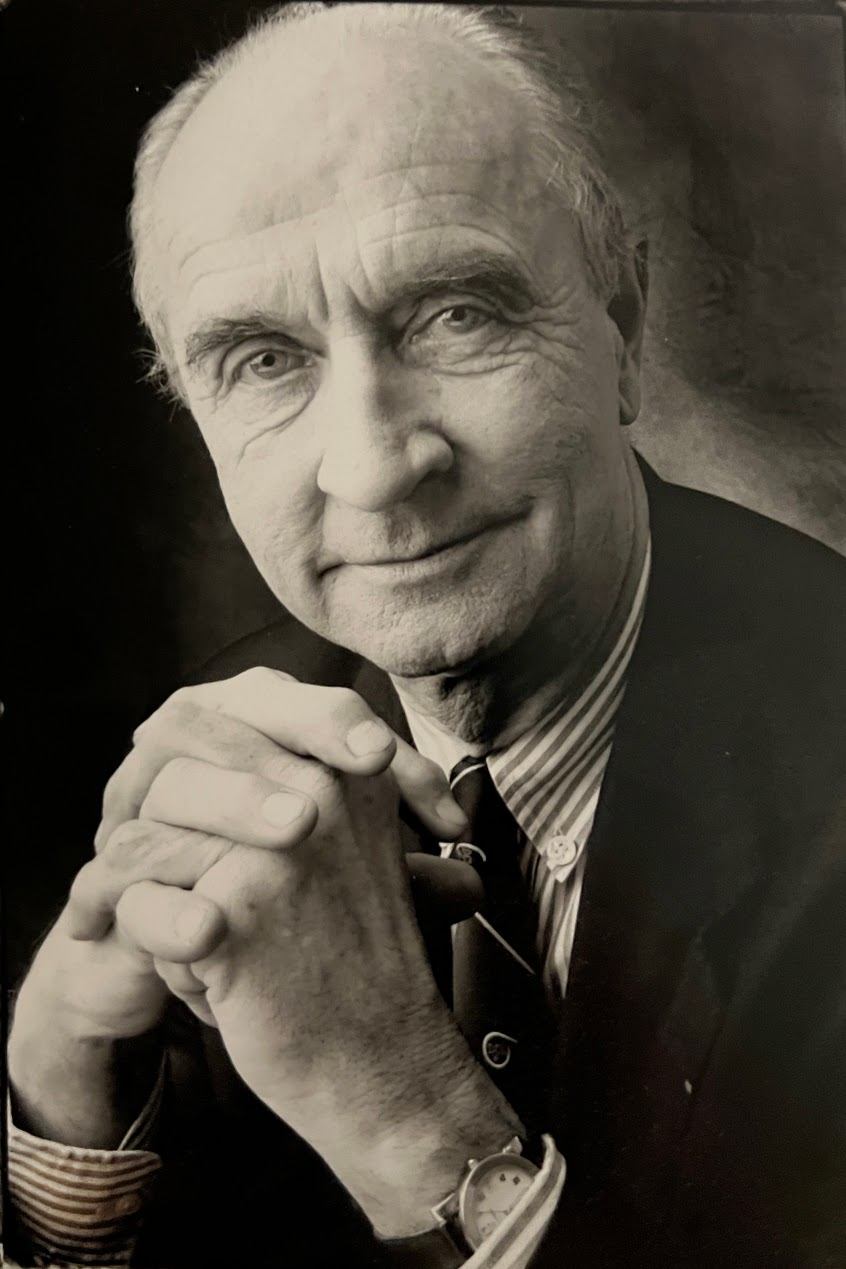
Jean-Paul Jauffret en 1975

### Fratrie
Jean-Paul Jauffret est l'aîné d'une famille célèbre du tennis français,. C'est le frère de François Jauffret, tennisman professionnel, qui détient le record de sélection en Équipe de France de Coupe Davis (35 sélections), champion de France à neuf reprises, deux fois finaliste à Roland Garros et lauréat de plusieurs titres internationaux dans les années 60-70. Sa fille Capucine Jauffret s'est qualifiée en 2025 à l'US Open et à Roland Garros.
Son frère Pierre (1937-2023), a également été champion de France cadet et junior et a participé au second tour de l'édition 1963 des Internationaux de France.
Sa sœur Marie-Thérèse est la mère de Loïc Courteau, tennisman professionnel et entraineur de l'équipe de France de Coupe Davis .
Sa sœur Christine a été enseignante et directrice d'école avant de fonder l'école des plateaux, destinée aux élèves exclus du système scolaire, qui devient ensuite la ferme-école du village des plateaux et accueille également des mineurs délinquants confiés par le ministère de la justice. Son frère Marc est directeur financier de la Mobil Oil.

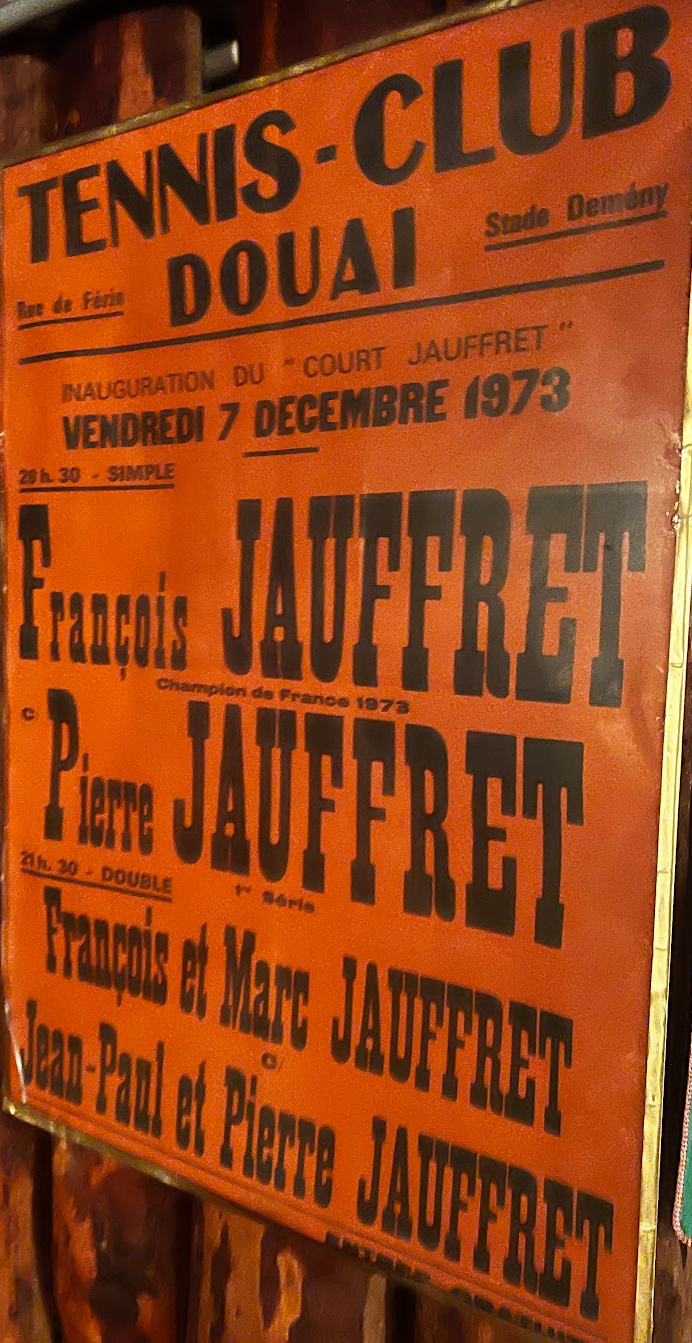
Inauguration du Court Jauffret du Tennis Club de Douai
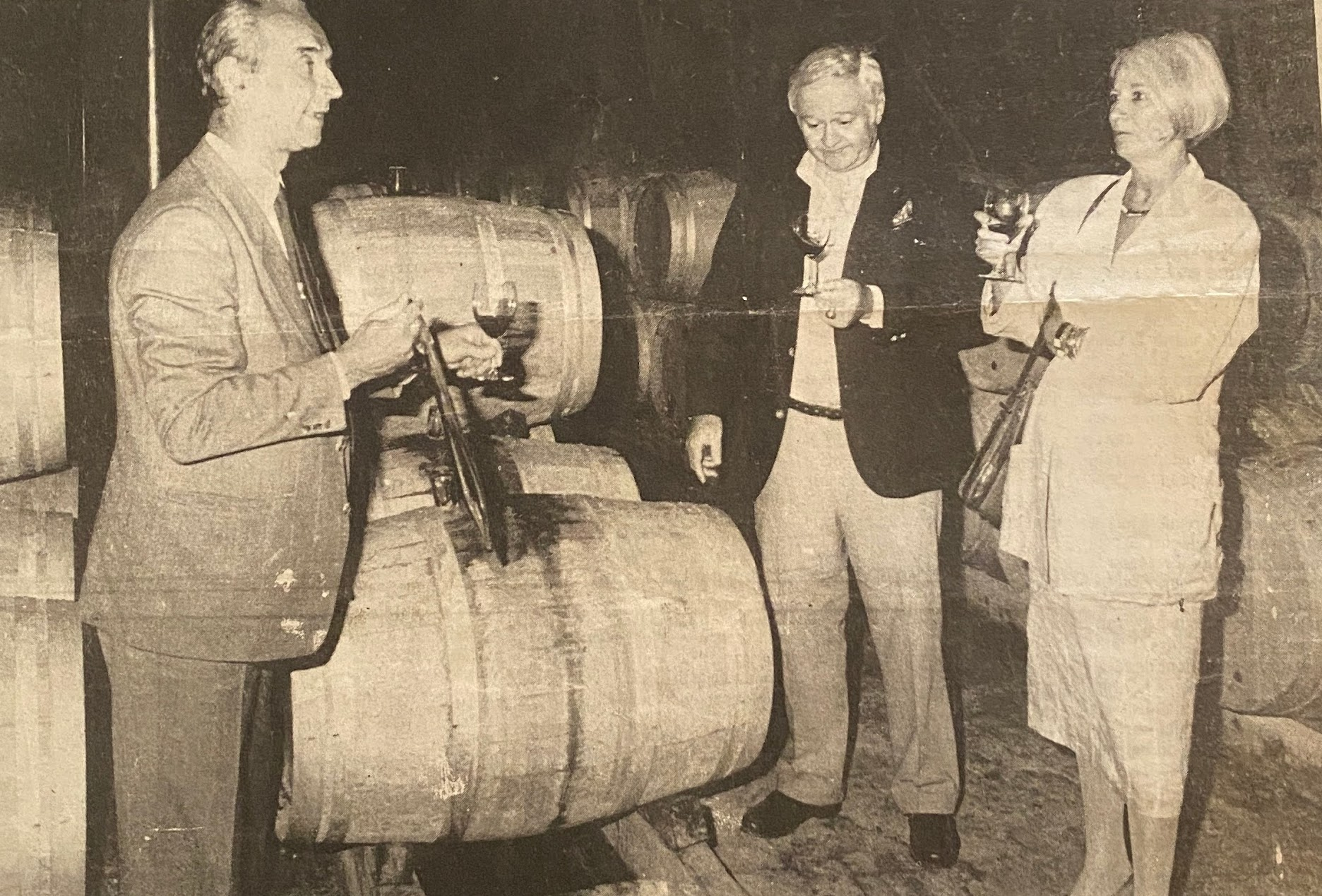
Jean-Paul Jauffret avec M. et Mme McEnroe dans les chais du château Belgrave (Médoc) - Mai 1985)

## Distinctions
- Intronisation à l'ordre des Hospitaliers de Pomerol, juin 1976 Chevalier de la Légion d'honneur[42] promotion du 14 juillet 1988, remis par Jacques Chaban-Delmas à Bordeaux[43].
- Chevalier de l'ordre national du Mérite
- Commandeur de l'ordre du Mérite sportif‎

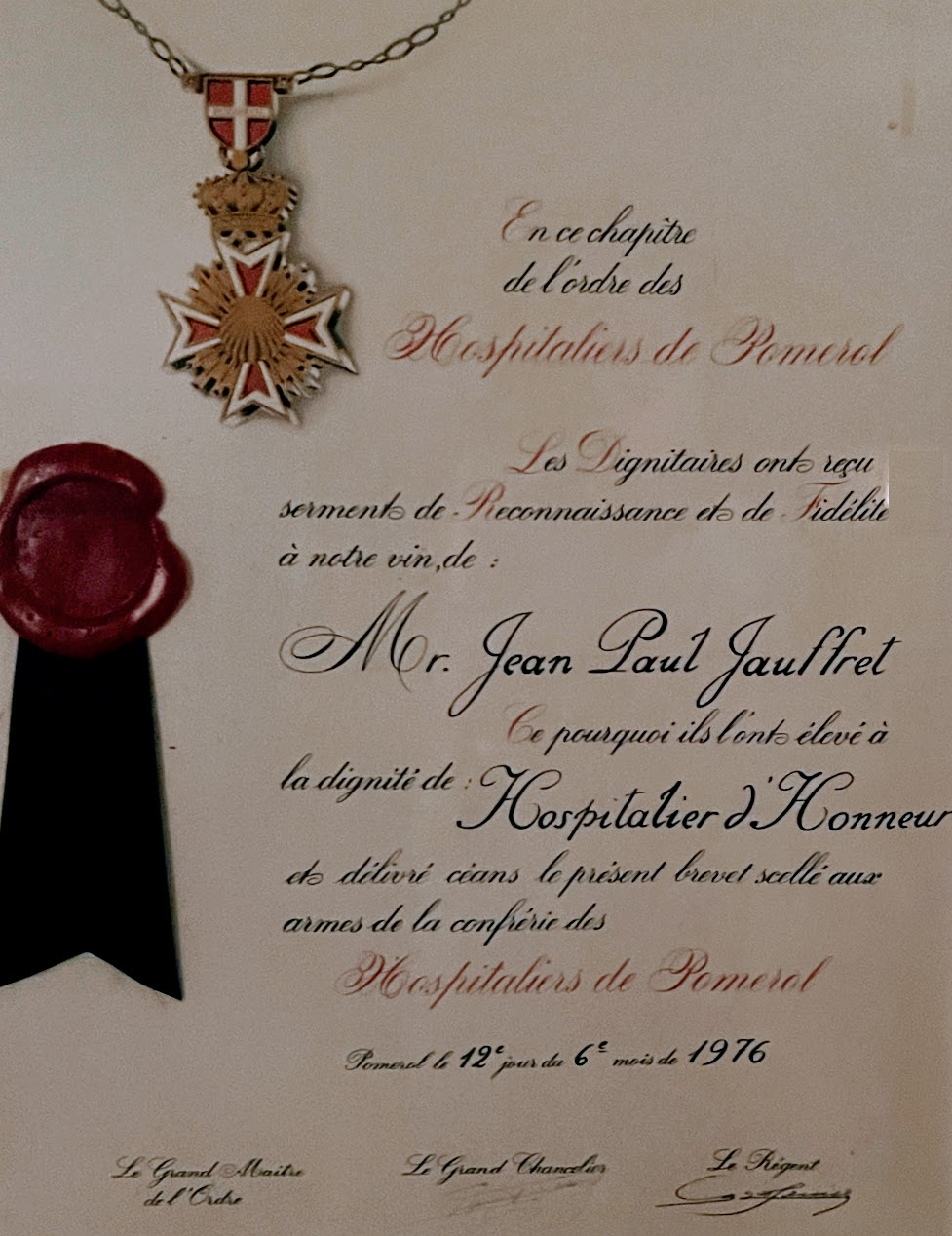
Intronisation à l'ordre des Hospitaliers de Pomerol, juin 1976

- Commandeur de la Commanderie du Bontemps du Médoc, Graves, Sauternes, et Barsac (1969)
- Compagnon Juré de la Confrérie du Guillon du vignoble vaudois (1972)
- Chevalier du Tastevin de Bourgogne (1977)

- Hospitalier d'Honneur de l'ordre des Hospitaliers de Pomerol (1976)
- Commandeur de la Commanderie du Bontemps de Sainte Croix du Mont (1978)
- Prud’homme de la Jurade de St Émilion (1979)
- Grand bailli d'honneur des Baillis de Lalande de Pomerol (1985)
- Échevin d'honneur du College des Échevins de Lussac et Puysseguin (1989)
- Chevalier de la Confrérie du vin de Buzet (2004)
- Berger d'Honneur de la confrérie de l'Agneau de Pauillac (2004)
- Mousquetaire de la Compagnie des Mousquetaires d'Armagnac

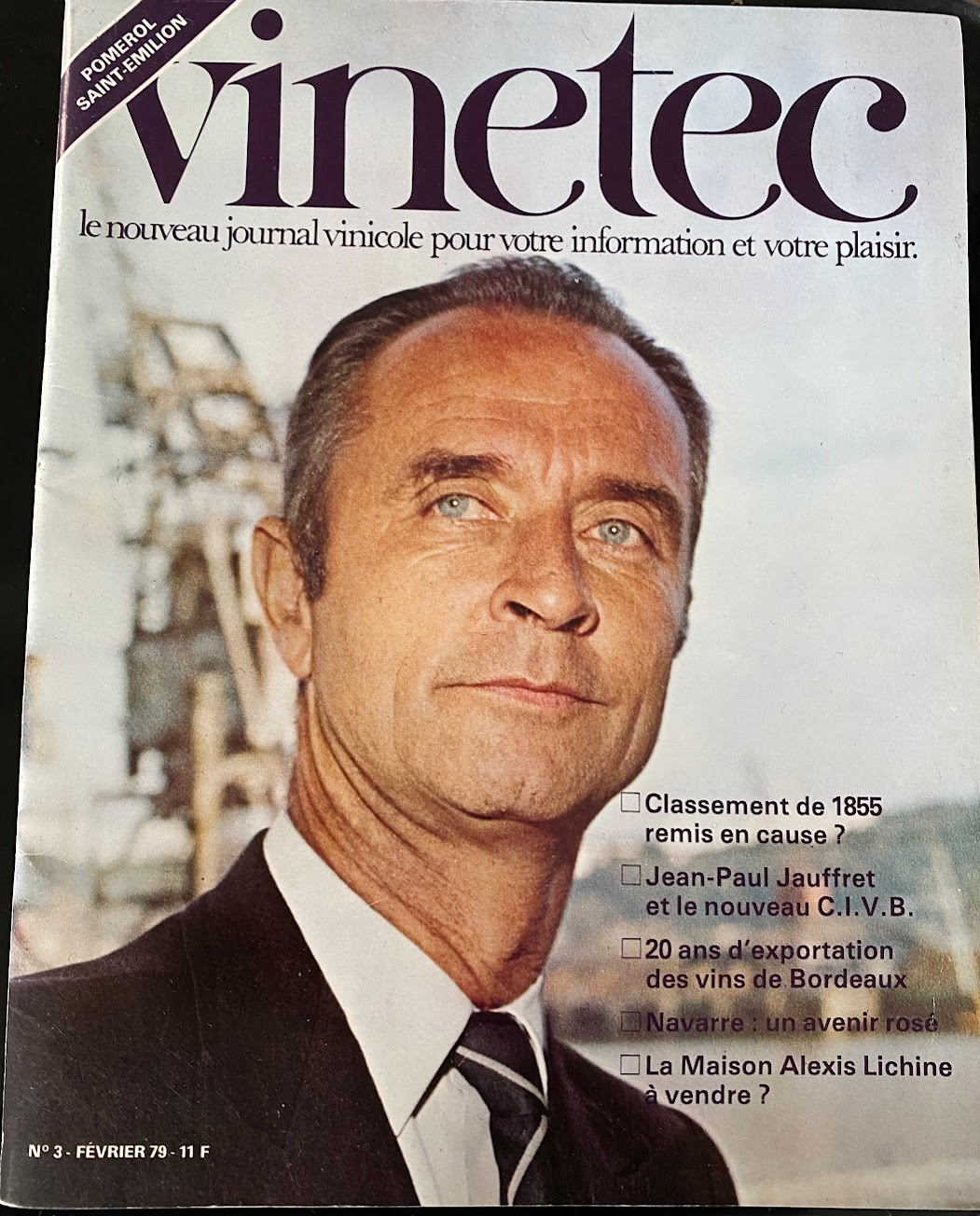
Jean-Paul Jauffret et le nouveau C.I.V.B - Couverture Vinetech Février 1979